# Trichocladium novae-zelandiae
Trichocladium novae-zelandiae är en svampart som beskrevs av S. Hughes 1969. Trichocladium novae-zelandiae ingår i släktet Trichocladium och familjen Chaetomiaceae.   Inga underarter finns listade i Catalogue of Life.